# フレデリック・パールズ

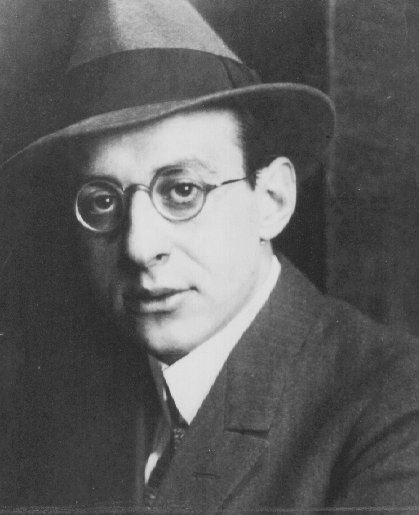
フリッツ・パールズ（1923年）

フレデリック・サロモン・パールズ（Frederick Salomon Perls, 1893年7月8日 - 1970年3月14日）は、ドイツ系ユダヤ人の精神科医、精神分析医。のちにゲシュタルト療法という心理学理論、心理療法の一つの学派を創設する。短縮名としてフリッツ"Fritz" を自称としても使用していた。

## 出生から精神分析との訣別まで
フリードリヒ・ザロモン・パールス (Friedrich Salomon Perls) としてベルリンで生まれる。ベルリン大学医学部を卒業、フランクフルト・アム・マイン、ウィーンで精神分析の訓練を受ける。1932年にフロイト派精神分析家の資格を得る。
しかし、ナチスの勢力が増してくるに連れ、自身への迫害を恐れて1933年にオランダへ逃亡する。1935年には南アフリカ・ヨハネスブルグで妻のローラと精神分析研究所を設立。
その後、マリアーンスケー・ラーズニェにて開催された国際精神分析学会でジークムント・フロイトと対面するが冷たくあしらわれ、発表自体も歓迎されなかったため、精神分析と訣別する。

## ゲシュタルト療法の誕生から
1942年には Ego, Hunger & Aggression という精神分析からの訣別を著した本を出版している。また、この中で自らの考え方を "Concentration Therapy"（集中療法）と名付けている。これが今でいうゲシュタルト療法であり、この理論の生まれたエピソードである。
その後第二次世界大戦の波が南アフリカにも押し寄せてきたことに伴い、アメリカ合衆国へ渡る決心をし、53歳の1946年の夏、ニューヨークに渡る。はじめはウィリアム・アレンソン・ホワイト精神分析研究所にて臨床を続けた後、独立して、全米を講演とデモンストレーションの行脚をするが、セラピー・グループを始めたり、後進の養成を行ったりした。1951年には Gestalt Therapy を出版した。この本の中でも精神分析に対する批判が論じられているが、成長とは何か、現実・人間性・社会、自己概念について論じられている。
1952年、ニューヨーク・ゲシュタルト療法研究所をローラと創設。これ以降、パールズは「ゲシュタルト療法」という名称を用い始める。1954年にはクリーブランド・ゲシュタルト療法研究所を開設。
1962年には世界旅行に出て、途中来日し、東京と京都を訪れている。京都は特に気に入ったようで、大徳寺に2か月間滞在し、座禅を組んだという。その後はエスリン研究所のレジデントとなる。この研究所はヨガや宗教的経験、エンカウンター・グループなどを、心理学や芸術の領域に加えて取り上げる研究を行っていた。
1965年に Three Approaches to Phychotherapy（『グロリアと3人のセラピスト』）がビデオ収録され、その第二部としてパールズのインタビュー（編者とパールズそれぞれの解説も含めて32分間）が録画されている。
1970年3月14日、ヨーロッパ旅行から帰国した直後、シカゴで死去。